# مایندن (نوادا)
مایندن، نوادا (به انگلیسی: Minden, Nevada) یک سکونتگاه مسکونی در ایالات متحده آمریکا است که در نوادا واقع شده‌است.

## خصوصیات
مایندن ۱۱٫۱ کیلومترمربع مساحت و ۳٬۰۰۱ نفر جمعیت دارد و ۱٬۴۴۰ متر بالاتر از سطح دریا واقع شده‌است.